# Хаджи Али паша
Хаджи Али паша (на гръцки: Χατζή Αλή Πασσά) е бивше село в Гърция, разположено на територията на дем Места (Нестос), административна област Източна Македония и Тракия.

## География
Хаджи Али паша е било разположено южно от Саръшабан (Хрисуполи).

## История

### В Османската империя
В XIX век Хаджи Али паша е турско село в Саръшабанската каза на Османската империя. Васил Кънчов („Македония. Етнография и статистика“) към 1900 година отбелязва селище Али Бей Чифликъ с 60 цигани.

### В Гърция
В 1913 година селото попада в Гърция след Междусъюзническата война. През 20-те години турското му население се изселва по споразумението за обмен на население между Гърция и Турция след Лозанския мир и селището не е възстановено.
| Година    | 1913 | 1920 | 1928 | 1940 | 1951 | 1961 | 1971 | 1981 | 1991 | 2001 | 2011 | 2021 |
| --------- | ---- | ---- | ---- | ---- | ---- | ---- | ---- | ---- | ---- | ---- | ---- | ---- |
| Население | 113  | 72   |      |      |      |      |      |      |      |      |      |      |